# Full House Kiss
《Full House Kiss》（フルハウスキス）是卡普空在PlayStation2發行的恋爱冒险游戏，於2004年7月22日發售，正式種類名稱為戀愛女佣。人物設計與原畫是由少女漫畫家佑羽栞擔任。繼承登場人物的续篇Full House Kiss2在2006年2月23日發售。Media Mix企画、佑羽栞作画的漫画版在白泉社的《花與夢》上連載。

## 概要
15歲的少女為了探聽姐姐的去向，白天在名門高中「祥慶學園」當美術老師，夜晚在祥慶學園的「La Prince」4人組的家做家庭女傭的工作。白天是ADV部分，晚上是女佣部分，游戏由這二個部分構成。

## 登場人物

### 主要角色
铃原麦※名字可变更
聲：小林沙苗※仅广播剧CD
7月9日生，15歳，O型，身高161cm。女主角。不論何時總是元氣十足，是個好勝的女孩子。一哉曰「是個橫衝直撞的笨蛋」。相當擅長家務。
御堂一哉
聲：荻原秀樹
2月18日生，17歳，A型，身高178cm。世界的大企業御堂集團的獨生子，祥慶學園3年級，La Prince之一。經常冷靜沉著於怎樣才不會把事情弄得亂七八糟，不管什麼事都能處理，只有家事好像比較沒輒，在麦來到一哉家之前一直在髒亂得像垃圾堆的房間生活。雖然是高中生，但已經是6個集團企業中具有實權的社長，是集團下屆總司令的接班人。現在的家是讀高中獨立的時候父母留給他的，一個人和同居人生活居住的地方。祖父是御堂集團現任總司令、父親是NASA諾貝爾獎的學者、母親則是服裝設計師。
松川依织
聲：佐佐木望
9月23日生，19歳，AB型，182cm。祥慶學園3年級，La Prince之一，在一哉的家寄住。父母家是歌舞團界的世家，從自己年幼的時候作為旦角開始活躍著，不過因為某些事情不得不離開梨園，休學赴美2年（因此復學後是高中3年級19歲）。回國後，在祥慶學園長的勸導下也搬到一哉的家。有成年人的姿色，擅長取悅女性的手腕，而对方也总是當真。有個弟弟同樣在歌舞團界活躍。
羽仓麻生
聲：櫻井孝宏
8月6日生，16歳，O型，180cm。祥慶學園2年級，La Prince之一，在一哉的家寄住。大銀行的名門子弟，但完全沒有要繼承家業的意思，跟家人固執己見，討厭父母離家出走。會住在一哉的家是因為姐姐的要求才勉勉強強居住。討厭女人，嘴巴很壞，剛開始對麦相當冷淡，但却是說謊會覺得不安的老實人。喜歡摩托車和撞球，整夜泡在經常去的pool bar的情况也很常見。夢想是「成為Hassler在美國活躍」。
一宫濑伊
聲：成瀨誠
5月13日生，17歳，AB型，175cm。祥慶學園2年級，La Prince之一，在一哉的家寄住。被称为「祥慶學園的妖精」，外表有着中性的纤细容貌，实际上跟女性的傳言不斷。拿手的才能是鋼琴演奏與作曲，相當有能力但通常不在人前演奏。父母都是音樂家，鋼琴是從父親那裡學的，不過因為某些情況變得疏遠。某日突然出現對一哉說出「希望同居」的請求。捉弄麦和麻生是每天的習慣動作。
英二郎
聲：子安武人
26歳，185cm。祥慶學園法語教師。性格爽朗有點輕浮，會突然發出大聲音驚嚇人。可是有時候冷靜沉著的時候會身上沒穿衣服會忍受別人看他的眼光，非常神秘的男人。

### 其他角色
铃原苗
聲：增田由纪
19歳，162cm。麦的姐姐。某日突然留下字条后就神秘失蹤。
安藤征志
聲：木内秀信
19歳，181cm。祥慶學園畢業生，在校的時候與一哉同样是La Prince的成员。
千堂亮
聲：浜田賢二
35歳，182cm。幫助麦探聽苗失蹤事件的雜誌記者。
樱木永世
聲：中田譲治
40歳，177cm。被谜团所包围的祥慶學園理事長。
樱木香子
聲：渡边美佐
23歳，167cm。祥慶學園的德語教師。
山本春太
聲：岸尾大輔
24歳，172cm。祥慶學園的體育教師。經常情緒高漲。戀慕作为女教師的麦。喜好寫詩。
丘崎夏实
聲：浅野真澄
15歳，158cm。麦的好友。擔心她編入祥慶學園的事。丘崎建設的社長千金。
游洛院十和子
聲：松下美由紀
15歳，165cm。祥慶學園1年级。千金小姐，对麦的态度冷淡。夢想是與傑出人物一起坐名車。
姬神樱子
声：椿理沙
16歳，158cm。祥慶学園1年级。游洛院十和子的跟班。
白崎京香
声：小暮英麻
16歳。152cm。祥慶学園1年级。游洛院十和子的跟班。
九条陆
聲：小野大輔
18歳，177cm。是祥慶學園罕見的不良學生。在俱樂部主辦形跡可疑的聚會。
北条竹治
聲：上田陽司
56歳，160cm。溫厚穩健的祥慶學園學園長。和善地关注着麦的工作。
松川皇
聲：坪井智浩
12月6日生，18歳，AB型，165cm。依織的弟弟、歌舞劇團的演員。
吉田和久
声：楠見尚己
38歳，180cm。谜之男。

## 关联商品

### CD

#### DRAMA CD
- Full House Kiss Drama Album～我们的开始～
- Full House Kiss Drama Album～假冒教師☆危機一髪～
- Full House Kiss Drama CD～暑假～
- Full House Kiss Drama CD～仲夏夜之梦～
- Full House Kiss Drama CD～向祥慶祭出发！～
- Full House Kiss Drama CD～纯白之梦～

#### 原声带·音乐CD
- Full House Kiss 原声带～女佣恋愛Music～
- 薔薇La Prince～Full House Kiss 单曲集 Vol.1（La Prince）
- 月光輪舞曲～Full House Kiss 单曲集 Vol.2（御堂一哉）
- 忘却Celebration～Full House Kiss 单曲集 Vol.3～（松川依織）
- 熱情Distance～Full House Kiss 单曲集 Vol.4～（羽倉麻生）
- 星影夜想曲～Full House Kiss 单曲集 Vol.5～（一宫濑伊）
- 免受污染的圣域～Full House Kiss 单曲集 Vol.6～（御堂一哉）
- 久遠恋歌～Full House Kiss 单曲集 Vol.7～（松川依織）
- 流星心情～Full House Kiss 单曲集 Vol.8～（羽倉麻生）
- 你是MVP～Full House Kiss 单曲集 Vol.9～（一宫濑伊）
- 薔薇PILGRIM～Full House Kiss 单曲集 Vol.10～（La Prince）
- Full House Kiss La Prince Remix Album

※全部由发售

### DVD
- 祥慶祭Live 2006☆
- 祥慶Festival 2007☆

### 関連書籍

#### 攻略本
- Full House Kiss官方导航手册
- Full House Kiss官方完全导航手册
- Full House Kiss官方Fan Book Vol.1~6

#### 漫画
- Full House Kiss官方Anthology Comic Vol.1~7

※全部由卡普空发售

## 外部連結
- （日語）Full House Kiss系列官方网站（页面存档备份，存于）
- （英文）GameSpy Full House Kiss
- （英文）GameStats Full House Kiss Cheats, Reviews, News